# Grézac
Grézac és un municipi francès situat al departament del Charente Marítim i a la regió de la Nova Aquitània. L'any 2007 tenia 683 habitants.

## Demografia

### Població
El 2007 la població de fet de Grézac era de 683 persones. Hi havia 280 famílies de les quals 64 eren unipersonals (24 homes vivint sols i 40 dones vivint soles), 120 parelles sense fills, 88 parelles amb fills i 8 famílies monoparentals amb fills.
La població ha evolucionat segons el següent gràfic:
Habitants censats

### Habitatges
El 2007 hi havia 373 habitatges, 293 eren l'habitatge principal de la família, 70 eren segones residències i 10 estaven desocupats. 366 eren cases i 4 eren apartaments. Dels 293 habitatges principals, 237 estaven ocupats pels seus propietaris, 42 estaven llogats i ocupats pels llogaters i 14 estaven cedits a títol gratuït; 2 tenien una cambra, 14 en tenien dues, 50 en tenien tres, 83 en tenien quatre i 144 en tenien cinc o més. 236 habitatges disposaven pel capbaix d'una plaça de pàrquing. A 148 habitatges hi havia un automòbil i a 126 n'hi havia dos o més.

### Piràmide de població
La piràmide de població per edats i sexe el 2009 era:
| Homes | Edats   | Dones |
| ----- | ------- | ----- |
| 0     | 95 o +  | 0     |
| 4     | 90 a 94 | 4     |
| 4     | 85 a 89 | 4     |
| 0     | 80 a 84 | 0     |
| 8     | 75 a 79 | 12    |
| 20    | 70 a 74 | 20    |
| 8     | 65 a 69 | 12    |
| 28    | 60 a 64 | 20    |
| 16    | 55 a 59 | 28    |
| 20    | 50 a 54 | 16    |
| 36    | 45 a 49 | 20    |
| 20    | 40 a 44 | 28    |
| 32    | 35 a 39 | 44    |
| 8     | 30 a 34 | 12    |
| 8     | 25 a 29 | 4     |
| 8     | 20 a 24 | 4     |
| 52    | 15 a 19 | 36    |
| 8     | 10 a 14 | 32    |
| 8     | 5 a 9   | 12    |
| 12    | 0 a 4   | 12    |

## Economia
El 2007 la població en edat de treballar era de 430 persones, 318 eren actives i 112 eren inactives. De les 318 persones actives 275 estaven ocupades (147 homes i 128 dones) i 43 estaven aturades (19 homes i 24 dones). De les 112 persones inactives 49 estaven jubilades, 22 estaven estudiant i 41 estaven classificades com a «altres inactius».

### Ingressos
El 2009 a Grézac hi havia 330 unitats fiscals que integraven 820,5 persones, la mediana anual d'ingressos fiscals per persona era de 15.135 €.

### Activitats econòmiques
Dels 34 establiments que hi havia el 2007, 2 eren d'empreses extractives, 14 d'empreses de construcció, 9 d'empreses de comerç i reparació d'automòbils, 2 d'empreses de transport, 2 d'empreses d'hostatgeria i restauració, 1 d'una empresa immobiliària, 3 d'empreses de serveis i 1 d'una empresa classificada com a «altres activitats de serveis».
Dels 14 establiments de servei als particulars que hi havia el 2009, 1 era una funerària, 1 taller de reparació d'automòbils i de material agrícola, 1 paleta, 2 guixaires pintors, 4 fusteries, 3 lampisteries, 1 electricista i 1 restaurant.
Dels 2 establiments comercials que hi havia el 2009, 1 era una gran superfície de material de bricolatge i 1 una botiga de menys de 120 m².
L'any 2000 a Grézac hi havia 35 explotacions agrícoles que ocupaven un total de 1.350 hectàrees.

## Equipaments sanitaris i escolars
El 2009 hi havia una escola elemental integrada dins d'un grup escolar amb les comunes properes formant una escola dispersa.

## Poblacions més properes
El següent diagrama mostra les poblacions més properes.